# Tome des Bauges
De tome des Bauges AOP is een Franse kaas afkomstig uit Savoie (departementen Savoie en Haute-Savoie). De kaas is een van de 44 Franse kazen die het roodgele Europese AOC/AOP-keurmerk, dat sinds januari 2012 het AOC-label vervangt, mag voeren.
De tome des Bauges is de traditionele kaas in de gezinnen in het gebied van Bauges. Pas sinds relatief korte tijd wordt de kaas ook op de markt gebracht.
De tome des Bauges draagt sinds 2003 een AOC-keurmerk. In 1997 zijn de grenzen van het productiegebied van de tome des Bauges vastgesteld, in 1999 de aanzet voor het vastleggen van de productiewijze. De koeien die de melk leveren, dienen van de abondance-, tarine- of montbéliarderassen te zijn, het gebied is beperkt tot het Massif des Bauges in Savoie.
De kaas wordt eenmaal per dag gemaakt. Bij het maken van de kaas dienen originele materialen gebruikt te worden (koperen ketels, geen roestvrij staal, houten instrumenten, etc.) De stremming vindt plaats bij een temperatuur tussen de 32 en 35 °C. Vervolgens wordt de wrongel in de vormen geperst (minimaal 7 uur) door een aantal kazen in de vormen te stapelen. De kaas kent een rijpingstijd van minimaal 5 weken. Na de rijping heeft de kaas een natuurlijke, grijsachtige korst. De kaasmassa is ivoor tot geel van kleur en soepel.